# Nettelsee
Nettelsee (bedeutet so viel wie: „mit Nesseln umstandener See“) ist eine Gemeinde im Kreis Plön in Schleswig-Holstein. Die Gemeinde ist Bestandteil der vom verwaltenden  Amts Preetz-Land im Rahmen einer Ländlichen Struktur- und Entwicklungsanalyse entwickelten Region Barkauer Land im Süden der Landeshauptstadt Kiel.
In knapp einem Kilometer Entfernung südlich des Dorfmittelpunkts befindet sich ein See gleichen Namens.

## Geographie

### Geographische Lage
Das Gemeindegebiet von Nettelsee erstreckt sich nordwestlich des Flusses Nettelau im Süden des Barkauer Lands. Geprägt wird das Gemeindegebiet durch den See gleichen Namens sowie vom benachbarten Holzsee. Durch letzteren führt die südliche Gemeindegrenze zur Nachbargemeinde Stolpe.

### Nachbargemeinden
Direkt angrenzende Gemeindegebiete von Nettelsee sind:
| Warnau   | Barmissen, Postfeld                         |        |
| Bothkamp | Kompassrose, die auf Nachbargemeinden zeigt | Löptin |
|          | Wankendorf                                  | Stolpe |

### Geologie

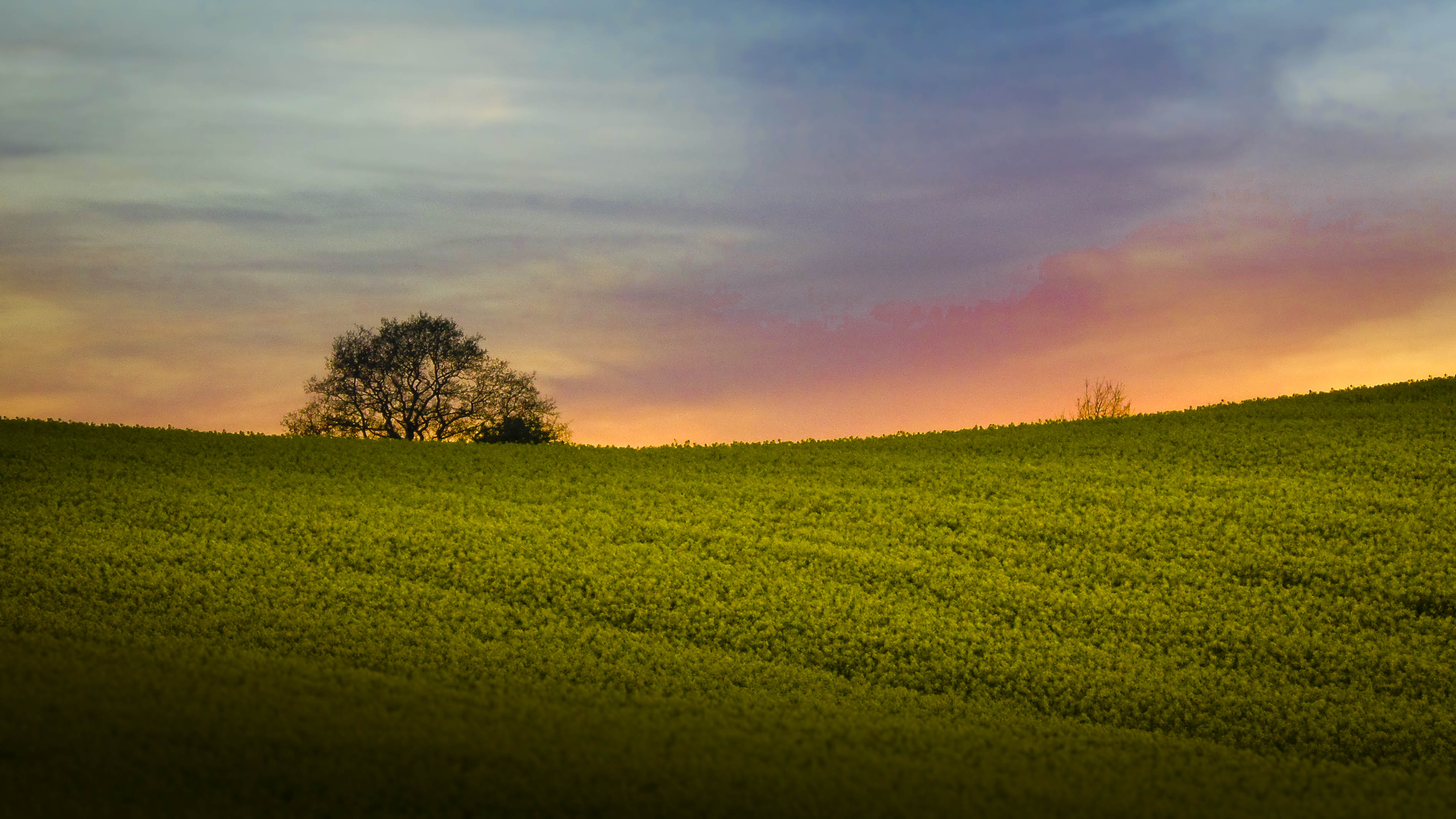
Abendliches Himmelsglühen im westlichen Gemeindebereich

Der den Gemeindenamen in sich tragende Nettelsee hat eine Fläche von etwa 2 Hektar. Er wird von der Nettelau durchflossen, die in den Postsee bei Preetz mündet und damit als Nebenfluss der Alten Schwentine über die Schwentine in die Ostsee entwässert.
Im Übergang zur Gemeinde Stolpe befindet sich der Holzsee. Er weist eine Wasseroberfläche von etwa 19 Hektar bei einer maximalen Tiefe von etwa 7 Metern auf.

## Geschichte
Nettelsee gehörte seit 1457 zum Kloster Preetz.

## Politik

### Gemeindevertretung
Bei der Kommunalwahl 2023 errang die Allgemeine Wählergemeinschaft Nettelsee alle neun Sitze in der Gemeindevertretung. Die Wahlbeteiligung betrug 56,8 Prozent.

### Wappen
Blasonierung: „In Blau sechs schräglinke silberne Wellenfäden, überdeckt mit einem goldenen, seinerseits mit einem grünen Nesselblatt belegten Ankerkreuz.“
Das Kreuz stellt die Zugehörigkeit (seit 1457) zum Kloster Preetz dar. Der in blau gehaltene Hintergrund des Wappens stellt den Nettelsee dar. Das grüne Nesselblatt weist auf den Ortsnamen hin, da dieser von den Nesseln in der Region abstammt.

## Verkehr
Die Gemeinde Nettelsee wird im motorisierten Individualverkehr über die Bundesstraße 404 erschlossen. Die Gemeinde befindet sich im Abschnitt zwischen Kiel im Norden und dem zurzeit wenige Kilometer südlich der Dorflage befindlichen Übergang in die Bundesautobahn 21. Der weitergehende Verlauf in Richtung Kiel befindet sich aktuell im Ausbau zur Autobahn (Stand: Juni 2020). Der Autobahndurchstich der Dorflage hat bereits zur Verlegung der örtlichen Anschlussstelle der untergeordneten Landesstraße 49 im kreuzenden Ost-West-Verkehrsabschnitt auf die neue Trasse einer südlich des Ortes verlaufenden Ortsumgehung mit einem direkten Übergang in die Landesstraße 67 an der neuen Autobahn-Anschlussstelle Nettelsee (AS 6) geführt.
Von 1911 bis 1961 hatte Nettelsee eine Bahnstation an der Kleinbahn Kiel–Segeberg. Deren Gleise wurden bereits 1962 abgebaut. Die ehemalige Trasse wird heute für den parallel zur B 404 nach Kiel verlaufenden Radweg verwendet. Der Anschluss der Gemeinde im Öffentlichen Personennahverkehr erfolgt heute im Nahverkehrsverbund Schleswig-Holstein über die Buslinie 410 der Verkehrsbetriebe Kreis Plön.